# التجمع الشعبي للمواطن
التجمع الشعبي للمواطن (بالفرنسية: Rassemblement Populaire des Citoyens)‏، كان حزبا سياسيا في بوركينا فاسو (فولتا العليا سابقا). في الانتخابات البرلمانية لعام 2007، فاز الحزب بمقعد واحد من 111 مقعدًا في الجمعية الوطنية.